# Glossaire des fonctions mathématiques
 (signalé en août 2025).
Si vous disposez d'ouvrages ou d'articles de référence ou si vous connaissez des sites web de qualité traitant du thème abordé ici, merci de compléter l'article en donnant les références utiles à sa vérifiabilité et en les liant à la section « Notes et références ».
- Archive Wikiwix
- Bing
- Cairn
- DuckDuckGo
- E. Universalis
- Gallica
- Google
- G. Books
- G. News
- G. Scholar
- Persée
- Qwant
- (zh) Baidu
- (ru) Yandex
- (wd) trouver des œuvres sur Wikidata

 (juillet 2025).

Ce glossaire recense des adjectifs spécifiques aux fonctions mathématiques.
- Haut – A
- B
- C
- D
- E
- F
- G
- H
- I
- J
- K
- L
- M
- N
- O
- P
- Q
- R
- S
- T
- U
- V
- W
- X
- Y
- Z

## A
Affine
Une fonction est dite "affine" lorsqu'elle peut être obtenue par addition et multiplication de la variable par des constantes. Elle peut donc s'écrire sous la forme : {\displaystyle f(x)=ax+b}.
Analytique
Une fonction est dite "analytique" lorsqu'elle s'exprime comme une série entière au voisinage de tout point de son ensemble de définition.
Arithmétique
Une fonction est dite "arithmétique" lorsqu'elle est définie sur {\displaystyle \mathbb {N} ^{*}} et à valeurs dans {\displaystyle \mathbb {C} }.
Automorphe
Une forme automorphe est une généralisation des fonctions périodiques à {\displaystyle \mathbb {C} } en analyse harmonique.

## B
Bijective
Une fonction est dire "bijective" lorsque celle-ci est à la fois injective et surjective.
Bilinéaire
Une fonction à deux variables est dite "bilinéaire" lorsque celle-ci est linéaire selon chacune de ses deux variables.
Bien définie
Une fonction est dite "bien définie" lorsque celle-ci tout élément de l'ensemble de départ admet une unique image dans l'ensemble d'arrivée par la fonction. On parle alors souvent de fonction totale ou d'application.
Booléenne
Une fonction est dite "booléenne" lorsqu'elle est définie sur {\displaystyle \{0,1\}^{n}} où {\displaystyle n\in \mathbb {N} ^{*}}, et est à valeurs dans {\displaystyle \{0,1\}}.
Bornée
Une fonction est dite "bornée" si elle est minorée est majorée. Plus généralement dans un espace métrique, une fonction est bornée si la distance entre deux images quelconques est majorée.

## C
Caractéristique
En théorie des probabilités, la fonction caractéristique d'une variable aléatoire réelle est une quantité qui détermine de façon unique sa loi de probabilité.
Circulaire
Voir fonction trigonométrique.
Concave
Une fonction réelle est dite "concave" lorsque ses cordes passent en dessous de sa courbe.
Constante
Une fonction est dite "constante" lorsque celle-ci n'admet aucune variation. Les images sont alors toutes égales.
Continue
Une fonction est dite "continue" lorsque, si à des variations infinitésimales de la variable, correspondent des variations infinitésimales de l'image. Cette définition dépend généralement de la topologie dans laquelle on travaille.
Continue par morceaux
Une fonction est dite "continue par morceaux" lorsqu'il existe une partition finie en intervalles du domaine de définition sur lesquelles la fonction est continue.
Contractante
Une fonction est dite "contractante" lorsqu'elle est lipschitzienne de constante {\displaystyle k<1}.
Convexe
Une fonction réelle est dite "convexe" lorsque ses cordes passent au-dessus de sa courbe.
Croissante
Une fonction est dite "croissante" lorsque ses images sont de plus en plus grandes au fur et à mesure que sa variable grandit. Plus formellement, {\displaystyle f} est croissante sur un ensemble {\displaystyle E} lorsque {\displaystyle \forall x,y\in E,x\leq y\Rightarrow f(x)\leq f(y)}.
Cyclique
Voir fonction périodique.

## D
Décroissante
Une fonction est dite "décroissante" lorsque ses images sont de plus en plus petites au fur et à mesure que sa variable grandisse. Plus formellement, {\displaystyle f} est décroissante sur un ensemble {\displaystyle E} lorsque {\displaystyle \forall x,y\in E,x\leq y\Rightarrow f(x)\geq f(y)}.
Définie positive
Une forme bilinéaire {\displaystyle f} est dite "définie positive" lorsque {\displaystyle f(x,x)\geq 0} et que {\displaystyle f(x,x)=0\Rightarrow x=0}.
Dérivable
Une fonction réelle est dite "dérivable" lorsque ses taux d'accroissement admettent une limite finie.

## E
Élémentaire
Une fonction est dite "élémentaire" si elle est construite à partir d'une combinaison finie d'exponentiations (éventuellement complexes), de logarithmes, d'additions, de multiplications, de soustractions et de divisions.
(en) Escalier
Une fonction est dite "en escalier" si elle est étagée et définie sur {\displaystyle \mathbb {R} }.
Étagée
Une fonction est dite "étagée" si elle est simple et mesurable sur un domaine de définition lui-même mesurable.

## F
Finie
Une fonction à valeurs dans {\displaystyle {\bar {\mathbb {R} }}=\mathbb {R} \cup \{\pm \infty \}} est dite "finie" si elle ne prend que des valeurs dans {\displaystyle \mathbb {R} }.
Fuchsienne
Voir forme automorphe.

## G
Gaussienne
Une fonction est dite "gaussienne" lorsqu'elle s'exprime directement avec l'exponentielle de l'opposé du carré.
Génératrice
Une fonction est dite "génératrice" dans deux cas différents :
- Lorsque celle-ci définit les coefficients d'une suite, d'un polynôme, les éléments d'un ensemble, ou de tout autre objet mathématique pouvant se définir à l'aide des images d'une fonction.
- Lorsque celle-ci est la série entière qui définit la fonction de masse d'une variable aléatoire en théorie des probabilités.